# Seznam biskupů a arcibiskupů v Buenos Aires
Následující osoby byly biskupy a arcibiskupy v diecézi a arcidiecézi Buenos Aires v Argentině:

## Biskupové v Buenos Aires (1620–1866)
- Pedro Carranza Salinas, O. Carm. (1620–1632)
- Cristóbal de Aresti Martínez de Aguilar, O.S.B. (1635–1641)
- Cristóbal de la Mancha y Velazco, O.P. (1641–1673)
- Antonio de Azcona Imberto (1676–1700)
- Gabriel de Arregui, O.F.M. (1712–1716)
- Pedro de Fajardo, O.SS.T. (1713–1729)
- Juan de Arregui, O.F.M. (1730–1736)
- José de Peralta Barrionuevo y Rocha Benavídez, O.P. (1738–1746)
- Cayetano Marcellano y Agramont (1749–1757)
- José Antonio Basurco y Herrera (1757–1761)
- Manuel Antonio de la Torre (1762–1776)
- Sebastián Malvar y Pinto, O.F.M. (1777–1783)
- Manuel Azamor y Ramírez (1785–1796)
- Pedro Inocencio Bejarano (1797–1801)
- Benito Lué y Riega (1802–1812)
- Mariano Medrano y Cabrera (1829–1851)
- Mariano José de Escalada Bustillo y Zeballos (1854–1870, od r. 1866 arcibiskup)

## Arcibiskupové v Buenos Aires (po roce 1866)
- Mariano José de Escalada Bustillo y Zeballos (1854–1870, od r. 1866 arcibiskup)
- Federico León Aneiros (Aneyros) (1873–1894)
- Vladislas Castellano (1895–1900)
- Mariano Antonio Espinosa (1900–1923)
- José María Bottaro y Hers, O.F.M. (1926–1932)
- kardinál Santiago Luis Copello (1932–1959)
- Fermín Emilio Lafitte (1959–1959)
- kardinál Antonio Caggiano (1959–1975)
- kardinál Juan Carlos Aramburu (1975–1990)
- kardinál Antonio Quarracino (1990–1998)
- kardinál Jorge Mario Bergoglio S.J. (1998–2013), 13. března 2013 zvolen papežem Františkem
- Mario Aurelio Poli (od 2013)